# Dario Khan
Dario Ivan Khan (* 24. Januar 1984 in Maputo) ist ein mosambikanischer ehemaliger Fußballspieler auf der Position eines Abwehrspielers.
2010 nahm er mit der Nationalmannschaft an der Afrikameisterschaft teil. Dabei schoss er zwei Eigentore.